# Ледуховская, Уршула
Уршу́ла Ледухо́вская  (пол. Urszula Ledóchowska, 17 апреля 1865[…], Лосдорф, Нижняя Австрия — 29 мая 1939[…], Рим) — святая Римско-Католической Церкви, монахиня, основательница женской монашеской конгрегации сестёр урсулинок Сердца Иисуса в Агонии.

## Биография
Происходила из знатного польского дворянского рода Ледуховских. Её родная сестра Мария Тереза Ледуховская беатифицирована в 1975 году. Её родной брат Владимир Ледуховский в 1915—1942 годах был генералом иезуитов.
В 1886 году вступила в краковский монастырь урсулинок, приняв монашеское имя Уршула. В 1907 году, получив благословение римского папы Пия X вместе с двумя монахинями приехала в Санкт-Петербург, Россия, чтобы управлять интернатом при польской гимназии. В 1914 году, когда началась Первая мировая война, Уршула Ледуховская уехала из Петербурга. Она отправилась в Финляндию, где основала католический интернат Мерентяхти, потом в Швецию и Данию. В Скандинавии она занималась педагогической деятельностью среди польских эмигрантов, организуя польские школы и приюты для сирот. В Швейцарии основала фонд помощи для жертв войны. В 1920 году монахини, жившие в Санкт-Петербурге, вернулись в Польшу и остановились около Познани, чтобы организовать там под руководством Уршулы Ледуховской новую монашескую конгрегацию под названием «Сёстры Урсулинки Сердца Иисуса в Агонии». Уршула Ледуховская написала новый Устав, в котором подчеркнула важность сочетания социальной деятельности среди детей и необходимости их евангелизации. Умерла, посещая Рим, 29 мая 1939 года.

## Прославление
20 июня 1983 года Уршула Ледуховская была причислена к лику блаженных римским папой Иоанном Павлом II, им же 18 мая 2003 года была причислена к лику святых. В 1989 году, в пятидесятую годовщину смерти Уршулы Ледуховской, её мощи были перенесены из Рима в город Пневы, в часовню главного монастыря женской монашеской конгрегации «Сёстры Урсулинки Сердца Иисуса в Агонии».